# Daegwallyeong-myeon
Daegwallyeong-myeon (Coreano: 대관령면; Hanja: 大關嶺面) es un myeon (municipio) en el condado de Pyeongchang en la provincia de Gangwon-do, Corea del Sur. Se encuentra en la parte noreste del condado. El área total de Daegwallyeong-myeon es de 221,63 kilómetros cuadrados (85,57 millas cuadradas) y, según datos de 2008, su población era de 6.162 personas. El myeon se llamaba Doam-myeon (coreano: 도암면; Hanja: 道岩面) hasta 2007. Daegwallyeong-myeon recibe su nombre del importante paso de montaña de Daegwallyeong. Tiene la temperatura media más fría de Corea del Sur

## Clima
| Parámetros climáticos promedio de Daegwallyeong, Pyeongchang (elevation: 772 m (844,3 yd), 1991–2020 normals, extremes 1971–present) | Parámetros climáticos promedio de Daegwallyeong, Pyeongchang (elevation: 772 m (844,3 yd), 1991–2020 normals, extremes 1971–present) | Parámetros climáticos promedio de Daegwallyeong, Pyeongchang (elevation: 772 m (844,3 yd), 1991–2020 normals, extremes 1971–present) | Parámetros climáticos promedio de Daegwallyeong, Pyeongchang (elevation: 772 m (844,3 yd), 1991–2020 normals, extremes 1971–present) | Parámetros climáticos promedio de Daegwallyeong, Pyeongchang (elevation: 772 m (844,3 yd), 1991–2020 normals, extremes 1971–present) | Parámetros climáticos promedio de Daegwallyeong, Pyeongchang (elevation: 772 m (844,3 yd), 1991–2020 normals, extremes 1971–present) | Parámetros climáticos promedio de Daegwallyeong, Pyeongchang (elevation: 772 m (844,3 yd), 1991–2020 normals, extremes 1971–present) | Parámetros climáticos promedio de Daegwallyeong, Pyeongchang (elevation: 772 m (844,3 yd), 1991–2020 normals, extremes 1971–present) | Parámetros climáticos promedio de Daegwallyeong, Pyeongchang (elevation: 772 m (844,3 yd), 1991–2020 normals, extremes 1971–present) | Parámetros climáticos promedio de Daegwallyeong, Pyeongchang (elevation: 772 m (844,3 yd), 1991–2020 normals, extremes 1971–present) | Parámetros climáticos promedio de Daegwallyeong, Pyeongchang (elevation: 772 m (844,3 yd), 1991–2020 normals, extremes 1971–present) | Parámetros climáticos promedio de Daegwallyeong, Pyeongchang (elevation: 772 m (844,3 yd), 1991–2020 normals, extremes 1971–present) | Parámetros climáticos promedio de Daegwallyeong, Pyeongchang (elevation: 772 m (844,3 yd), 1991–2020 normals, extremes 1971–present) | Parámetros climáticos promedio de Daegwallyeong, Pyeongchang (elevation: 772 m (844,3 yd), 1991–2020 normals, extremes 1971–present) |
| Mes | Ene. | Feb. | Mar. | Abr. | May. | Jun. | Jul. | Ago. | Sep. | Oct. | Nov. | Dic. | Anual |
| --- | --- | --- | --- | --- | --- | --- | --- | --- | --- | --- | --- | --- | --- |
| Temp. máx. abs. (°C) | 9.3 | 16.5 | 20.5 | 30.1 | 31.0 | 32.3 | 32.9 | 32.7 | 29.0 | 26.1 | 21.5 | 13.5 | 32.9 |
| Temp. máx. media (°C) | -1.8 | 0.6 | 5.5 | 12.9 | 18.4 | 21.3 | 23.4 | 23.6 | 19.4 | 14.6 | 7.5 | 0.5 | 12.2 |
| Temp. media (°C) | -6.9 | -4.6 | 0.4 | 7.0 | 12.5 | 16.2 | 19.6 | 19.7 | 14.6 | 8.8 | 2.3 | -4.5 | 7.1 |
| Temp. mín. media (°C) | -12.2 | -10.1 | -4.7 | 1.2 | 6.8 | 11.6 | 16.6 | 16.5 | 10.4 | 3.5 | -2.6 | -9.4 | 2.3 |
| Temp. mín. abs. (°C) | -28.9 | -27.6 | -23.0 | -14.6 | -4.7 | -1.7 | 4.4 | 3.3 | -2.3 | -9.9 | -18.7 | -24.7 | -28.9 |
| Precipitación total (mm) | 53.1 | 49.2 | 72.6 | 93.5 | 108.2 | 162.5 | 336.3 | 368.4 | 249.6 | 97.6 | 69.4 | 34.7 | 1695.1 |
| Días de precipitaciones (≥ 0.1 mm)                                                                                                   | 9.4 | 8.9 | 11.2 | 10.4 | 10.8 | 12.9 | 17.8 | 18.1 | 13.1 | 8.9 | 10.2 | 8.5 | 140.2 |
| Días de nevadas (≥ 1 mm) | 13.0 | 11.8 | 12.0 | 3.3 | 0.2 | 0.0 | 0.0 | 0.0 | 0.0 | 0.8 | 5.2 | 10.9 | 57.2 |
| Horas de sol | 199.3 | 193.5 | 210.9 | 223.1 | 237.2 | 192.4 | 143.0 | 138.2 | 149.6 | 196.2 | 177.2 | 193.3 | 2253.9 |
| Humedad relativa (%) | 66.3 | 65.7 | 65.8 | 61.9 | 67.5 | 79.4 | 86.2 | 87.2 | 85.5 | 76.8 | 70.3 | 66.6 | 73.3 |
| Fuente: Korea Meteorological Administration (snow and percent sunshine 1981–2010)                                                    | | | | | | | | | | | | | |

## Atracciones
- Estación de esquí de Yongpyong : estación de esquí más grande de Corea del Sur, sede de los Juegos Olímpicos de Invierno de 2018[6]
- Alpensia Resort : sede principal de los Juegos Olímpicos de Invierno de 2018
- Granja de ovejas Daegwallyeong
- Estadio Olímpico de Pyeongchang : sede de las ceremonias de apertura y clausura de los Juegos Olímpicos de Invierno de 2018 .